# محطة بيكوا للطاقة النووية
محطة بيكوا للطاقة النووية هي محطة للطاقة النووية تعمل مباشرة خارج حدود مدينة بيكوا الجنوبية في ولاية أوهايو في الولايات المتحدة.

## نبذة
احتوت المحطة على مفاعل نووي بارد ومعتدل بقدرة 45.5 ميجا وات (تيرفينيل - زيت يشبه ثنائي الفينيل).
```
تم بناء محطة بيكوا وتشغيلها بين عامي 1963 و 1966 كمشروع إرشادي من قبل لجنة الطاقة الذرية وتوقفت المنشأة عن العمل في عام 1966.
[
3
]

تم تفكيكها بين عامي 1967 و 1969 وتمت إزالة المبرد المشع ومعظم 
المواد المشعة
 الأخرى حيث تم إدخال المكونات الهيكلية المشعة المتبقية للمفاعل في وعاء المفاعل تحت اللأرض محاط بمادة خرسانة.
[
4
]
```